# Eisblumen (Film)
Eisblumen ist ein von der deutschen Filmregisseurin Susan Gordanshekan 2010/2011 gedrehter deutsch-bosnisch-sprachiger Kurzfilm. Der Film wurde auf den Internationalen Filmfestspielen Berlin 2011 gezeigt und ist eine Koproduktion der Nominalfilm, NEUESUPER GmbH & Co KG, der Hochschule für Fernsehen und Film München und dem Bayerischen Rundfunk.

## Inhalt
Amir hat keine Aufenthaltserlaubnis, seine Mutter verweigert den Kontakt zu ihm, er kämpft mit unterdrückten Aggressionen. Eine geheimnisvolle Last wiegt schwer auf den Schultern des jungen Bosniers. Als er seinen Putzjob verliert, nimmt er eine Arbeit in der Pflege an: Er soll sich um die an Demenz erkrankte Frau Osterloh kümmern. Der Alltag der beiden besteht bald aus kleinen und großen Kämpfen – ein ständiger Wechsel zwischen Nähe und Distanz. Frau Osterlohs Krankheit gibt Amir die Möglichkeit, mit selbst geschaffenen Realitäten zu spielen. Doch als Amir eines Tages von seiner Vergangenheit eingeholt wird, gibt er Frau Osterloh sein innerstes Geheimnis preis. Eine Begegnung zwischen zwei Menschen am Rande, die sich für einen Moment aneinander festhalten, um sich kurz darauf wieder zu verlieren.

## Hintergrund der Geschichte
Die Regisseurin und Drehbuchautorin Susan Gordanshekan ist aufgrund ihres Migrationshintergrundes selbst zwischen der deutschen und der iranischen Kultur aufgewachsen. Sie kennt deswegen die Diskrepanz der eigenen Gefühle und der Wahrnehmung von außen. Dieses Gefühl wollte sie mit dem illegal in Deutschland lebenden Bosnier Amir noch steigern. In einem Interview mit der Süddeutschen Zeitung gibt sie an, dass „Bosnien einerseits sehr europäisch, andererseits aber total ausgeschlossen ist“. Zum anderen werden Erlebnisse verarbeitet, die Susan Gordanshekan während eines Freiwilligen Sozialen Jahres mit einer an Demenz leidenden Frau gehabt hat und die sie stark geprägt haben.

## Aufführung auf Filmfestivals
Der Film „Eisblumen“ wurde gezeigt auf:
- Internationale Filmfestspiele Berlin 2011
- Internationales Studentenfilmfest "Sehsüchte" Potsdam[2]
- Alpinale Kurzfilmfestival Nenzig in Österreich 2011[3]
- Open-Air Filmfest Weiterstadt 2011
- MOLODIST Kyiv International Film Festival in der Ukraine 2011[4]
- Forum of European Cinema Cinergia in Lodz/Polen 2011
- Balkantage München 2011
- Unlimited – European Short Film Festival in Köln 2011
- Internationales Festival der Filmhochschulen München 2011
- FILMZ Mainz – Festival des Deutschen Kinos 2011[5]
- Mediawave festival in Győr/Ungarn[6]
- Internationales Film Festival Signes de nuit Paris 2011[7]
- 17. Film Festival Türkei/Deutschland in Nürnberg 2012
- Gulf film festival in Dubai 2012[8]
- Ljubljana International Short Film Festival, Slowenien 2012
- Ismailia International Film Festival, Egypt 2012[9]
- ENCOUNTERS International Film Festival Bristol, UK 2012[10]
- SCENECS, The International Debut Film Festival, Netherlands 2012
- SKENA UP International Students Film & Theatre Festival Prishtina, Kosovo 2012[11]
- Bamberger Kurzfilmtage – Festival des deutschsprachigen Kurzfilms 2013[12]
- Guanajuato International Film Festival, Mexiko 2014[13]

Außerdem wurde der Film am 15. Januar 2014 in der Cinémathèque Française in Paris im Rahmen des Programmes „Cinéma de poche“ gezeigt.

## Ausstrahlung im Fernsehen
- Am 28. September 2011 im Bayerischen Rundfunk in der BR-Kurzfilmnacht – Thema "Annäherungsversuche"[15]
- Am 15. Oktober 2014 im Bayerischen Rundfunk in der BR-Kurzfilmnacht – in der Reihe "Leben im Augenblick", Thema "Demenz"[16]
- Am 21. August 2015 bei ARD Alpha[17]

## Filmpreise
Dieser Film erhielt das goldene Einhorn bei der Alpinale Vorarlberg, den Preis für den besten Kurzfilm beim 17. Film Festival Türkei/Deutschland in Nürnberg und von der Deutschen Film- und Medienbewertung das Prädikat „wertvoll“.
Außerdem wurde Renate Grosser, die Hauptdarstellerin des Films EISBLUMEN, beim Student Film Festival London für ihre Rolle der Frau Osterloh mit dem „Best Acting award“ ausgezeichnet.